# Tonk

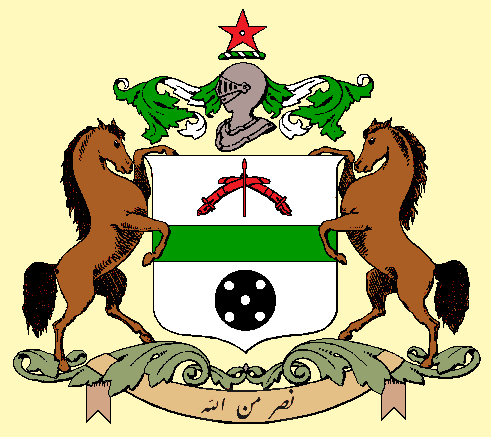
Escut

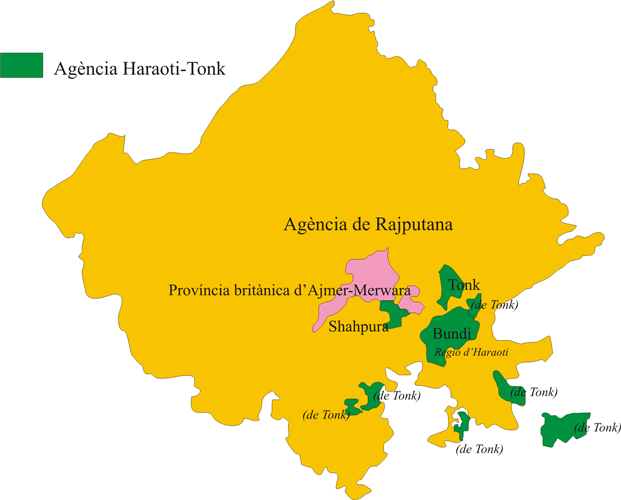
Agència Haraoti-Tonk

Tonk fou un principat de l'Índia, a l'agència Haraoti-Tonk a la Rajputana però amb part del territori de l'Índia Central. Estava format per sis districtes separats un de l'altra per entre 32 i 400 km. A Rajputana hi havia els districtes de Tonk, Aligarh i Nimbahera, i a l'Índia Central Chhabra, Pirawa, i Sironj. La capital era Tonk (ciutat).
La salutació de l'estat era de 17 canonades.

## Geografia i clima
Tonk i Aligarh eren districtes plans; Nimbahera estava creuat per una serralada, i els districtes del sud-oest eren un altiplà; les muntanyes Chitor, al nord-est, incloïen el puig més alt de l'estat, amb 613 metres. La part nord i central de Chhabra era oberta i la resta muntanyosa i boscosa. Pirawa i Sironj eren parcialment de turons i una part de la serralada dels Vindhyas travessava de nord a sud Sironj i partia el districte en dues parts, amb l'occidental a uns 550 metres d'altura mitjana.
Els rius principals són els Banas (amb els afluents Mashi, Sohadra, Gambhir i Berach, aquests dos darrers als districte de Nimbahera) i el Parbati al districte de Tonk.
El clima era sec però saludable a Tonk i Aligarh, però la malària es desenvolupava a la temporada de pluges; els vents calents es donaven a l'abril i maig i les nits comparativament fredes. Els altres districtes, propers a Malwa, gaudien d'un bon clima; les pluges eren moderades i es produïen principalment al juliol i agost.
La superfície era de 6.512 km². dels quals 2.285 eren a Rajputana i la resta a l'Índia Central.

## Població
L'estat estava formar per 1.294 ciutats i pobles. La principal ciutat era Tonk (ciutat). Les altres quatre ciutats eren Nimbahera, Chhabra, Pirawa, i Sironj.
La població al cens del 1881 era de 338.029 habitants, el 1891 de 380.069 habitants, el 1901 de 273.201 habitants i el 1931 de 317.360 habitants.
L'ètnia principal eren els chamars (10%); els seguien els paixtus (6%), els bramans (6%), els mahajans (5%), els mines (5%), els gujars (4,5%) i els shaikhs (4,5%).

## Llengua i religió
La llengua principal era el hindi, el mewarí i l'urdú; als districtes de l'Índia Central es parlava el malwí.
Hindús eren el 82%, un 15% eren musulmans (quasi tots sunnites), i un 2% jains, i l'1% restant practicava altres religions entre els quals un petit nombre de cristians.

## Administració

### Govern
L'estat estava dividit en sis parganes (pargana = districte), tres (els tres primers) a Rajputana i tres a l'Índia Central:
- Aligarh
- Nimbahera
- Tonk
- Chhabra
- Pirawa
- Sironj

L'administració corresponia al sobirà que porta el títol de nawab (nabab), i estava assistit per un ministre i un consell; el càrrec de ministre fou exercit durant molts anys per Sahibzada Sir Muhammad Obaidullah Khan, però es va suprimir quan es va morir el 1903 i el consell va passar a tenir quatre membres. Sovint l'agent polític, auxiliat pel consell, exercia important influència en les decisions financeres, ja que l'estat estava endeutat. Cada districte tenia al seu front un nazim, assistit per dos peshkars (excepte a Aligarh on només estava assistit per un).

### Segells i moneda
El 1901 hi havia 6 oficines de correus, una en cada cap de districte; quatre d'elles tenien telègraf. Emissions de segells fiscals pròpies apareixen entre 1900 i 1945.
Circulava als districtes de Tonk i Aligarh la moneda anomenada chanwar shahi encunyada a Tonk després del 1873, formada per rúpies i peces de coure; es va devaluar després de 1899 i finalment va desaparèixer. A Sironj, després del 1862, circulava la moneda anomenada muhammad khani, que fou substituïda al començar el segle xx per la moneda britànica. En els altres districtes circulava la moneda britànica.

### Escut i bandera
L'escut simplificat de l'estat era verd amb dues espases creuades de plata (puntes cap amunt) i sobre l'escut una mitja lluna amb puntes amunt i un estel de cinc puntes, probablement tot daurat.
L'escut complet era partit en blasons, sinople sobre plata amb un disc sinople a la base i sobre una mitja lluna amb puntes amunt i un estel de cinc puntes, probablement tot daurat. L'escut estava aguantat per dos cavalls naturals de color marró, descansant sobre una cinta de sinople amb una inscripció de plata en lletres aràbigues i llengua urdú, que era el lema de l'estat: "Nasr Minullah" (Déu dona la victòria).
L'escut reial era verd amb un escut rodó de sinople i vora daurada al centre amb cinc boles daurades a l'interior; sota de l'escut rodó dues espases creuades (puntes cap avall) de plata, i a la part damunt l'escut rodó dos sabres creuats (puntes per amunt) també de plata. Per sobre un elm de plata amb ornaments daurats i llambrequins daurats; per damunt una mitja lluna amb puntes amunt i un estel de cinc puntes, tot daurat o platejat. L'escut estava aguantat per dos cavalls naturals de color marró, descansant sobre una decoració daurada que aguantava una cinta de sinople amb una inscripció de plata en lletres aràbigues i llengua urdú, que era el lema de l'estat en angles "God giveth victory" (Déu dona la victòria). Entre l'escut i la cinta la paraula "Tonk".
La bandera de l'estat era rectangular verd sobre blanc, proporció 2:3. La mateixa bandera era també l'estendard reial.
Anteriorment (abans de 1877) la bandera era blanca amb la mà de Fàtima en vertical en verd al centre. Proporció variable entre aproximadament 1:2 i 2:3.

### Exèrcit i polícia
L'estat disposava d'un exèrcit que fou considerablement reduït al llarg del segle xix a només 1.732 homes dels quals 443 eren de cavalleria, 243 d'artilleria i 1.046 d'infanteria. Hi havia 82 canons dels que funcionaven 74.
La policia, exclosos els policies locals o chaukidar, estava formada per 850 homes (1 per cada 321 habitants). Hi havia una presó central a Tonk i una subsidiària a cada capçalera de districte.

### Justícia
Les corts inferiors eren les dels nazims, però a Aligarh i Tonk no tenien jurisdicció civil, que en els casos poc importants eren jutjats pels peshkars i els casos civils més importants passaven a la Cort Civil (nazim diwani) amb seu a la capital, la qual, amb assistència d'un naib-nazim, emetia els judicis. Una cort superior era els nazim faujadari i per damunt la Cort d'Apel·lació que estudia tots els casos importants i les apel·lacions de les altres corts; per damunt s'havia d'apel·lar al consell i al nawab, que a més era l'únic que podia dictar sentències de mort.

## Possessió de la terra
La possessió de la terra era en arrendament de l'estat amb les modalitat de khalsa, jagir, istimrari  i muafi. Les tres primeres modalitats ocupen 2050 km² (30% de l'estat). La majoria de jagidars eren membres de la família reial; els que no ho eren pagaven un tribut extraordinari per la successió; en general no es feien serveis però es podien fer en casos de necessitat; l'adopció era permesa per parents propers però havia de ser aprovada pel nawab; els istimraris pagaven una renda fixa anomenada nazardna, i havien de fer serveis segons els seus mitjans. Les terres muafi eren concedides en recompensa o com a caritat, i els seus posseïdors pagaven una quantitat fixa a l'any anomenada saldna; a les terres khalsa els cultivadors pagaven la renda al darbar (govern) i si no pagaven n'eren expulsats.
Un anterior sistema de recaptació fou abolit el 1887 quan es va establir una mena de cadastre que va entrar en funcionament de fet entre 1890 i 1892 per un període de prova de 15 anys (fins al 1903 i prorrogat fins al 1908).

## Economia i comunicacions
La majoria de la població vivia de l'agricultura, directament el 46%; un 10% es dedicaven a treballar les pells, l'ivori, els corns i els ossos. Un altre 5% vivia de la indústria del cotó. Els sis districtes tenen una extensió cultivada similar i les terres de tots ells són bones i tenen prou aigua. Les terres khalsa cobrien una superfície de 4.625 km². (69% del total). La superfície cultivable era de 3.227 km² però només s'aprofitava el 35% (59% a Aligarh, 54% a Tonk 21% a Sironj). Els cultius principals eren el jowar (36%), blat (21%), gram (10%), moresc (7%), til·la (5%), cotó (4%) i opi (3%). El blat es cultivava principalment a Sironj i l'opi a Chhabra, Nimbahera i Pirawa.
La ramaderia era de qualitat inferior als districtes de Rajputana i els millors animals eren importats. En canvi els de l'Índia Central eren de millor classe.
El 5% de les terres cultivades estaven irrigades principalment per deus.
La fusta, teka i banús, es trobava a Chhabra i Sironj, i el sàndal a Pirawa.
Hi havia mines de ferro a Amli (Aligarh), a Dungla (a Nimbahera) i a Latehri (a Sironj) però al començament del segle xx no s'explotaven. Pedra arenosa per construcció n'hi havia al districte de Nimbahera.
El cotó es manufacturava arreu però les millors manufactures eren les de Tonk i Sironj. A Nimbahera es manufacturaven objectes d'ús diari; als districtes de l'Índia Central es produïen guitarres i objectes de fusta i ivori.
L'exportació principal eren els cereals, seguits del cotó, opi, pells i robes de cotó; les importacions eren sal, sucre, arròs, objectes fets a Anglaterra, tàbac i ferro. El comerç es feia principalment amb Jaipur per carretera i en tren amb Agra, Bombai, Calcuta, Cawnpore i altres. Els districtes de l'Índia Central comerciaven també molt amb Gwalior, Indore, Jhansi, i Ujjain.
La fam afectava principalment als districtes més al nord a la Rajputana (Tonk i Aligarh). Greus foren les fams de 1868, 1896 i 1899-1900; en tots els casos l'Índia Central no en va patir els efectes. A la darrera va morir el 50% del bestiar dels districtes de Rajputana. La gana del 1901-1902 es va deure principalment a les depredacions de les rates i a la manca de pluges, però fou menys mortífera que l'anterior.
El ferrocarril Rajputana-Malwa corria uns 30 km. per l'estat al districte de Nimbahera (aquesta secció fou oberta al tràfic el 1881) amb una estació. Un petit trajecte de 3 km. de la línea Bina-Baran corre pel districte de Chhabra, construïda pel govern de l'estat i oberta el 1899, però fou venuda a l'estat de Gwalior. La carretera principal uneix Tonk amb Jaipur que té uns 20 km. a l'estat i es va construir el 1877.

## Educació i sanitat
El 97,7% de la població era analfabeta el 1901 (95,6% homes i 99,9% dones). Aquestes dades són de conjunt, però els districtes de l'Índia Central tenien més analfabets que els de Rajputana. Excloses les escoles indígenes fora del control de l'estat, hi havia 15 centres educatius, 10 per nois i 5 per noies, i assitien a classe 800 alumnes, la meitat dels quals musulmans
L'estat disposava de tres hospitals a la capital i cinc dispensaris, un a cada cap de districte. Es van assistir a 33.996 pacients el 1904 i es van fer 2595 operacions quirúrgiques.

## Història
La dinastia reial pertany a l'ètnia dels paixtus o patans de l'Afganistan, tribu buner. En el regnat de Muhammad Shah, un cap dels buner, Talek Khan, va deixar el seu país per anar a servir al Rohilkhand amb Ali Muhmmad Khan, un dels caps dels rohilla. El seu fill Haiyat Khan va rebre algunes terres a Moradabad.
Va tenir el 1768 un fill de nom Amir Khan, que de jove fou mercenari i el 1798 era comandant d'un exèrcit important al servei de Jaswant Rao Holkar, i fou enviat en campanya contra Sindhia el peshwa maratha, i contra els britànics; també se li va encarregar el reclutament i el cobrament de taxes a Rajputana i Malwa; en l'acord entre Amir Khan i Holkar es va establir que els dos homes es repartirien per igual el producte dels saquejos i les terres conquerides i per això el mateix va rebre d'Holkar (Indore) el districte de Sironj, al que es van afegir Tonk i Pirawa el 1806, Nimbahera el 1809 i Chhabra el 1816. Quan els britànics van entrar a Malwa, Amir els va enviar una delegació i es va voler posar sota el seu protectorat però en unes condicions que no foren acceptades pels britànics que li van oferir reconèixer les seves possessions però havia d'abandonar el sistema de saqueig i llicenciar el seu exèrcit de 52 batallons d infanteria i el cos de cavalleria afganesa, i entregar l'artilleria excepte 40 canons; en canvi perdria les conquestes fetes als estats rajputs sota violència; Amir finalment va acceptar i el tractat es va signar el novembre de 1817, quedant en el seu poder els cinc districtes als que els britànics van afegir la pargana de Rampura (després Aligarh) com a concessió lliure contra el pagament inicial de 3 lakhs (després suprimit).
Amir Khan va morir el 1834 i el va succeir el seu fill Wazir Muhammad Khan, que durant la rebel·lió de 1857 va rebutjar amb poques forces un atac del nawab de Banda i de Tantia Topi al fort de Tonk; per aquest servei la seva salutació fou elevada de 15 a 17 canonades; el 1862 va rebre l'habitual sanad (decret) que li garantia el dret d'adopció i la successió segons la llei islàmica.
Va morir el 1864 i el va succeir el seu fill Muhammad Ali Khan, que fou molt impopular; va prohibir la construcció de temples hindús i fins i tot reparacions dels que ja existien, i va utilitzar tota mena de mitjans per augmentar la recaptació. A causa de la seva complicitat en un atac a traïció al thakur de Lawa, el seu tributari, per part d'un oncle rebel i els seus seguidors, fou deposat el 1867 pel govern britànic i posat sota residència vigilada a Benares on va morir el 1895. La salutació va ser rebaixada a 11 canonades (no va tornar a les 17 canonades fins al 1877 de manera vitalícia pel sobirà i el 1878 de manera permanent).
Muhammad Ali Khan fou substituït pel seu fill Muhammad Ibrahim Ali Khan. Durant dos anys l'estat fou administrat per un consell de regència controlat pel resident britànic i a finals del 1870 el poder fou transferit al nawab. Sota aquest nabab es va construir el ferrocarril al districte de Chhabra, es van establir corts regulars de justícia, escoles, hospitals i dispensaris; el 1899-1900 va fer front a la gran fam.
Va morir el 23 de juny de 1930 i el va succeir el seu fill gran Muhammad Saadat Ali Khan, fins a la seva mort el 31 de maig de 1947. Va seguir el seu germà Muhammad Faruq Ali Khan que va morir al cap d'un any (1948) i el va succeir el seu fill Muhammad Ismail Ali Khan.
L'estat va formar part de la Unió del Rajasthan amb Banswara, Bundi, Dungarpur, Jhalawar, Kishangarh, Pratapgarh, Shahpura i Kotah; establerta formalment el 25 de març de 1948 a la que es va afegir Udaipur tres dies després i formalment el 18 d'abril de 1948. El 30 de març de 1949 s'hi van unir els grans estats (principalment Jaipur, Jodhpur, Jaisalmer i Bikaner) i es va formar el Gran Rajasthan, i finalment s'hi va incorporar la Unió de Matsya el 15 de maig de 1949 i es va former l'estat de Rajasthan. El maharajà va morir el 1974.

## Llista de nababs
- Amir Ali Khan 1818-1834,
- Muhammad Wazir Khan 1834-1864
- Muhammad Ali Khan 1864-1867
- Muhammad Ibrahim Ali Khan 1867-1930
- Muhammad Saadat Ali Khan 1930-1947
- Muhammad Faruq Ali Khan 1947-1948
- Muhammad Ismail Ali Khan 1948-1949